# اندرو دانلدز
اندرو دونالدز (به انگلیسی: Andru Donalds) نام یک موسیقی‌دان و خواننده با پس‌زمینه‌ای به عنوان یک خوانندهٔ تک است که اکنون به همراه پروژهٔ موسیقی انیگما به عنوان خوانندهٔ اصلی فعالیت می‌کند. دانلدز در سال ۱۹۹۵ با ترانهٔ موفق «Mishale» به رتبهٔ ۳۸ در جدول موسیقی بیلبورد هات ۱۰۰ رسید.

## زندگی‌نامه
او که در جاماییکا متولد شده بود، به زودی علاقه‌ای به هنرها پیدا کرد. به ویژه، او بیش‌تر زمانش را به پیشرفت در توجه‌نظر به موسیقی پرداخت. «پدرم یک پروفسور الهیات و روان‌شناس و محوطهٔ دانشگاه زمین بازی من بود. هم‌چنین بسیار سفر می‌کردیم. پدرم در دانشگاه پرینستون، در آتلانتا، جورجیا، لندن و شهر نیویورک کار می‌کرد.» به عنوان یک بچه دونالدز چیزهای زیادی را از دنیا دید. پیشرفت موسیقایی او تحت تاًثیر متفاوت‌ترین اثرها بود.

### آلبوم
| سال          | عنوان                                  |
| ۱۹۹۴         | «Andru Donalds»                        |
| ۱۹۹۵         | ‎ «Andru Donalds» (Limited Edition)‎     |
| ۱۹۹۷         | «Damned if I Don't»                    |
| ۱۹۹۷         | ‎ «Damned if I Don't» (Limited Edition)‎ |
| ۱۹۹۹         | «Snowin' Under My Skin»                |
| ۲۰۰۱         | «Let's Talk About It»                  |
| ۲۰۰۶         | ‎ «Best Of» + ۵ ‎ترانهٔ جدید              |
| ۲۰۰۸ به زودی | «AD۰۷»                                 |

### تک‌آهنگ‌ها
| سال  | عنوان                             |
| ۱۹۹۴ | «Mishale»                         |
| ۱۹۹۵ | ‎ «Mishale» (remix)‎                |
| ۱۹۹۴ | «Tryin' to Tell Ya»               |
| ۱۹۹۷ | «Beautiful Friday»                |
| ۱۹۹۸ | ‎ «(Still) Lovin' You»‎             |
| ۱۹۹۹ | «All Out of Love»                 |
| ۱۹۹۹ | «Simple Obsession»                |
| ۲۰۰۰ | «Precious Little Diamond»         |
| ۲۰۰۰ | ‎ «(I'm Not Your) One Night Lover»‎ |
| ۲۰۰۱ | «Hurts to Be in Love»             |
| ۲۰۰۱ | «Someday»                         |
| ۲۰۰۶ | «Dreamer»                         |
| ۲۰۰۶ | «Let the Stars Fall Down»         |

### خواندن‌های اصلی در انیگما
| سال  | عنوان                                 |
| ۱۹۹۹ | «صفحه پشت آینه» (آلبوم)               |
| ۲۰۰۱ | «عشق نفس‌گرایی صمیمیت» (بهترین آهنگ‌ها) |
| ۲۰۰۳ | «Voyageur» (آلبوم)                    |
| ۲۰۰۴ | «بوم-بوم» (تک‌آهنگ)                    |
| ۲۰۰۵ | «سلام و خوش‌آمدی» (تک‌آهنگ)             |
| ۲۰۰۵ | «داستد ورییشنز» (آلبوم)               |
| ۲۰۰۶ | «آ پوستریوری» (آلبوم)                 |

### موسیقی متن
| سال  | عنوان                                                           |
| ۲۰۰۵ | موسیقی متن فیلم «بارفس» (انگلیسی: پابرهنه)- german blockbuster" |

### Eugenia Vlasova - 4 songs collaboration
| سال  | عنوان                  |
| ۲۰۰۶ | «Wind Of Hope» (آلبوم) |